# Pagurapseudes dentatus
Pagurapseudes dentatus is een naaldkreeftjessoort uit de familie van de Pagurapseudidae. De wetenschappelijke naam van de soort is voor het eerst geldig gepubliceerd in 1956 door Brown.